# Nytjärnen (Ströms socken, Jämtland, 716147-146684)
Nytjärnen är en sjö i Strömsunds kommun i Jämtland och ingår i Ångermanälvens huvudavrinningsområde.